# Klaus Anders
Klaus Anders (* 2. Mai 1952 in Wissen an der Sieg) ist ein deutscher Dichter und Übersetzer.
Anders wuchs in Wissen in Rheinland-Pfalz und in Holzminden in Niedersachsen auf. Nach dem Schulbesuch lernte er Gärtner und studierte anschließend Gartenbau. Einige Jahre lang arbeitete er als Gärtner, Textilfärber, Werkzeugmechaniker, Medizinischer Technologe und leitete später ein Krankenhauslabor in Frankfurt am Main. 2003 erschien sein erster Gedichtband. Er lebt in Frankfurt am Main. Sein Gedichtband Nachtgesang einer Zitrone wurde 2024 in einer Rezension auf Deutschlandfunk besprochen.

## Werke
- Mittag vorüber. Gedichte. Books on Demand, Norderstedt 2003, ISBN 3-8334-0183-4.
- Bei Potrelli. Gedichte. Wiesenburg-Verlag, Schweinfurt 2005, ISBN 3-937101-76-4.
- Silbermanns Rosen. Gedichte. Wiesenburg-Verlag, Schweinfurt 2009, ISBN 978-3-940756-38-1.
- Hotel Knossos. Gedichte. Wiesenburg-Verlag, Schweinfurt 2010, ISBN 978-3-942063-46-3.
- Wachtelzeit. Gedichte. Edition Rugerup, Berlin 2014, ISBN 978-3-942955-41-6.
- Ätna. Gedichte. edition offenes feld, Herford 2015, ISBN 978-3-738659-49-8.
- Sappho träumt. Gedichte. Edition Rugerup, Berlin 2018, ISBN 978-3-942955-74-4.
- Séptimas. Gedichte. Edition Rugerup, Berlin 2020, ISBN 978-3-942955-80-5.
- Nachtgesang einer Zitrone. Gedichte. Ginster Press, Hg. Frank Wierke, BoD Norderstedt 2024, ISBN 978-3-7597-6785-1

Übersetzungen:
- Olav H. Hauge: Spät hebt das Meer seine Woge. Gedichte norwegisch – deutsch. 2006. ISBN 978-3937101972.
- Asbjørn Aarnes: Getroffen vom Wirklichen. Anekdoten. 2008.
- Michael Hamburger: Letzte Gedichte. Hg. Iain Galbraith. Übersetzt von Franz Wurm, Jan Wagner, Uwe Kolbe, Klaus Anders. Folio, Wien-Bozen 2009.
- So schmeckt ein Stern. Norwegische Lyrik des 20. Jahrhunderts. Übersetzt und herausgegeben von Klaus Anders und Andreas Struve. Edition Rugerup, Berlin 2011.
- Øyvind Rimbereid: Herbarium. Gedichte. Edition Rugerup, Berlin 2012.
- Olav H. Hauge: Gesammelte Gedichte. Edition Rugerup, Berlin 2012.
- Olav H. Hauge: Mein Leben war Traum. Aus den Tagebüchern 1924–1994. Edition Rugerup, Berlin 2015, ISBN 978-3-942955-43-0.
- Hans Børli: Der Wind schaut nicht auf die Wegweiser. Ausgewählte Gedichte. edition offenes feld, Herford 2016, ISBN 978-3-7392-1544-0.
- Kjartan Hatløy: Die Lippen verlangen nach Ocker. Ausgewählte Gedichte. edition offenes feld, Herford 2016, ISBN 978-3-7392-1398-9.
- Rolf Jacobsen: Nachtoffen. Ausgewählte Gedichte. Edition Rugerup, Berlin 2017, ISBN 978-3-9429-5561-4.
- Kjartan Hatløy: Der weiße Weg: Stimmungen aus Salbu. Edition Rugerup, Berlin 2018, ISBN 978-3-9429-5573-7.
- Ulrik Farestad: Staub, Sterne, Pixel. Edition Rugerup, Berlin 2018, ISBN 978-3-9429-5568-3.
- Von Nordenflycht bis Tranströmer: Schwedische Lyrik. Hg. Håkan Sandell. Übersetzt von Klaus-Jürgen Liedtke, Margitt Lehbert, Klaus Anders. Edition Rugerup, Berlin 2018, ISBN 978-3-9429-5560-7.
- Ruth Lillegraven: Sichel. Edition Rugerup, Berlin 2019, ISBN 978-3-9429-5575-1.
- Øyvind Rimbereid: Weißer Hase, grauer Hase, schwarz. Edition Rugerup, Berlin 2023, ISBN 978-3-942955-79-9.
- Ida Gerhardt: Winterwende. Ausgewählte Gedichte. Edition Rugerup, Berlin 2024, ISBN 978-3-942955-90-4.
- Øyvind Rimbereid: Orgelsee. Übersetzt von Thomas Fechner-Smarsly, Klaus Anders. Edition Rugerup, Berlin 2025, ISBN 978-3-942955-89-8.